# Terminus (isten)
Terminus a határ római numenje, később istensége, ő lakozott minden határkőben, amelyeket áldozat keretében állítottak fel, szentnek tekintették őket és a határkő elmozdítóira súlyos büntetést szabtak.
Terminus hatalmának első igazi megnyilvánulása volt, amikor Tarquinius Superbus át akarta helyeztetni a Capitoliumon lévő „szobrát” (egy határkövet) a tervezett nagy Iuppiter-templom helyéről. Az összes többi isten jóslat útján beleegyezett szentélye lebontásába, egyedül Terminust nem lehetett elmozdítani, s így beleépítették a templomba. E jelet úgy tekintették, mint bizonyságot Róma jövendő uralmának szilárdságáról.
Kéz és láb nélkül ábrázolták, ezzel is jelezve, hogy az egyszer lerakott határkövet nem lehet elmozdítani a helyéről. Terminus ünnepét, a Terminaliát, február 23-án tartották. 